# 三娘湾
三娘湾是一个新兴的，有湾形海岸线的旅游景区，位于广西钦州市犀牛脚镇。

## 名字来源
三娘湾名字来源有多个版本，但都离不开“三娘石”。其中的一个版本是：传说有一个名叫三娘的仙女，因为不满越南的征侧、征贰两姐妹举兵叛汉导致百姓流离失所，于是下凡助伏波将军马援平反，之后爱上了伏波将军，并与之结为夫妻。在与天地鬼神的斗争中，为保护一方百姓，最终化身为海岸边抗风拒浪的神石，当地百姓称之为“三娘石”，石头所处的海湾也被称之为“三娘湾”。文革时期，因认为当地渔民跪拜那三块石头是一种迷信，石头因此遭到了破坏。

## 中华白海豚之乡
2003年，三娘湾海面涌现几百条世界濒危物种，有“海上大熊猫”之称的中华白海豚，而被开发成为广西最热门的景区,被称为中华白海豚之乡。2004年,钦州湾中华白海豚研究基地成立，该基地是由北京大学在广西钦州市成立的,主要用于开展中华白海豚的研究工作。随后，政府围绕中华白海豚开展了海洋与中华白海豚知识讲座、海洋环境与中华白海豚国际研讨会、新闻媒体看海豚等活动，并开始举办第一届钦州国际海豚节。

## 当地特产
- 青蟹、大蚝、对虾、石斑鱼四大名贵海产。
- 坭兴陶（中国四大名陶之一），珍珠、海螺贝、海鸭蛋、黄瓜皮。

## 旅游项目
- 与海豚亲密接触
- 渔家乐
- 沙滩竞技
- 坐礁观日
- 流放情人岛
- 乌雷远眺